# Terje Langli
Terje Bjarte Langli (Steinkjer, 3 febbraio 1965) è un ex fondista e allenatore di sci nordico norvegese.
È stato marito di Inger Lise Hegge, a sua volta fondista di alto livello

## Biografia

### Carriera sciistica
Vinse la medaglia d'oro ai XVI Giochi olimpici invernali di Albertville 1992, sua seconda partecipazione olimpica dopo Calgary 1988, nella staffetta 4x10 km con i connazionali Vegard Ulvang, Kristen Skjeldal e Bjørn Dæhlie, totalizzando il tempo di 1:39:26,0; nella stessa edizione vinse anche il bronzo nella 30 km a tecnica libera con il tempo di 1:23:42,5, dietro a Ulvang e Dæhlie.
Ai Mondiali vinse due ori nell'edizione di Val di Fiemme 1991, nella 10 km a tecnica classica con il tempo di 25:55,1 e nella staffetta 4x10 insieme a Ulvang, Dæhlie e Øyvind Skaanes; ottenne inoltre il quarto posto nella 30 km a tecnica classica. Bissò l'oro della 4x10 a Falun 1993, con un tempo di 1:44:14,9 marcato insieme a Ulvang, Dæhlie e Sture Sivertsen.
In Coppa del Mondo ottenne la prima vittoria, nonché primo risultato di rilievo, il 10 marzo 1990 nella 30 km a tecnica classica di Örnsköldsvik.

### Carriera da allenatore
Una volta ritiratosi fece parte per un lungo lasso di tempo del gruppo di allenatori della squadra norvegese.

## Palmarès

### Olimpiadi
- 2 medaglie:
  - 1 oro (staffetta[2] a Albertville 1992)
  - 1 bronzo (30 km[2] a Albertville 1992)

### Mondiali
- 4 medaglie:
  - 3 ori (10 km[2], staffetta[2] a Val di Fiemme 1991; staffetta[2] a Falun 1993)
  - 1 bronzo (staffetta[2] a Oberstdorf 1987)

### Coppa del Mondo
- Miglior piazzamento in classifica generale: 4º nel 1992
- 3 podi (2 individuali, 1 a squadre[3]), oltre a quelli conquistati in sede olimpica o iridata e validi ai fini della Coppa del Mondo:
  - 2 vittorie (1 individuale, 1 a squadre)
  - 1 terzo posto (individuale)

#### Coppa del Mondo - vittorie
| Data            | Luogo        | Paese  | Disciplina                                                       |
| --------------- | ------------ | ------ | ---------------------------------------------------------------- |
| 10 marzo 1990   | Örnsköldsvik | Svezia | 10 km TC                                                         |
| 5 febbraio 1995 | Falun        | Svezia | 4x10 km TL (con Sture Sivertsen, Bjørn Dæhlie e Thomas Alsgaard) |

Legenda:

TC = tecnica classica

TL = tecnica libera